# Mariza
Marisa dos Reis Nunes (sinh ngày 16 tháng 12 năm 1973 tại Lourenço Marques (Mozambique)) là tên thật của nữ ca sĩ nhạc fado Mariza, người Bồ Đào Nha. Bà hiện tại là người nghệ sĩ nổi tiếng nhất thế giới về loại nhạc này.

## Tiểu sử
Cha của Mariza là người Bồ Đào Nha, mẹ cô người gốc Mozambique.
Gia đình di cư 1976, khi Mariza được 3 tuổi, từ Mozambique mà hồi đó còn là thuộc địa Bồ Đào Nha về Bồ Đào Nha. Ở đó bà lớn lên ở Arouca và bắt đầu hát nhạc Fado lúc 5 tuổi cho hàng xóm và tại quán ăn của cha bà. Sau thời niên thiếu, bà chuyển sang hát nhạc Brasil, Gospel, Jazz và Soul. Kịch sĩ Bồ Đào Nha Raul Solnado vì ưa thích giọng hát bà, đã mời Mariza tham dự một buổi trình diễn ở Canada. Từ đó bà bắt đầu ưa thích hát nhạc Fado trở lại.
Ở Bồ Đào Nha Mariza nổi tiếng qua 2 buổi trình diễn vinh danh nữ ca sĩ Fado lừng danh Amália Rodrigues. Bà được chọn là Giọng ca Fado hay nhất 2000.
2003 với đĩa Fado em mim bà nhận được giải nữ nghệ sĩ Âu Châu hát nhạc World music hay nhất của Giải BBC Radio 3 World Music. 2007 đĩa nhạc Concerto em Lisboa đã được đề cử giải Latin Grammy trong thể loại Đĩa nhạc dân ca hay nhất.
2008 trong đĩa nhạc Terra bà đã làm việc chung với Dominic Miller, Chucho Valdés và Tito Paris.